# إيرين نيكولوبولو
إيرين نيكولوبولو (باليونانية: Ειρήνη Νικολοπούλου)‏، صحفية يونانية وإعلامية، ظهرت على شاشات التلفيزيون اليونانيك كمضيفة لأشهر الشخصيات على الساحة الاعلامية، كما أنها منحت مقابلات حصرية، وقد عقدت مع شخصيات دولية كما كانت المضيفة الأساسية للعروض التلفزيونية الرسمية وهي واحدة اثنين من اللجنة المنظمة للألعاب الأولمبية عام 2004 في أثينا.
1. ↑   https://www.retrodb.gr/wiki/index.php/%CE%95%CE%B9%CF%81%CE%AE%CE%BD%CE%B7_%CE%9D%CE%B9%CE%BA%CE%BF%CE%BB%CE%BF%CF%80%CE%BF%CF%8D%CE%BB%CE%BF%CF%85. اطلع عليه بتاريخ 2025-02-06. {{استشهاد ويب}}: |url= بحاجة لعنوان (مساعدة) والوسيط |title= غير موجود أو فارغ (من ويكي بيانات) (مساعدة)